# Utricularia albocoerulea
Utricularia albocoerulea este o specie de plante carnivore din genul Utricularia, familia Lentibulariaceae, ordinul Lamiales, descrisă de Dalz.. Conform Catalogue of Life specia Utricularia albocoerulea nu are subspecii cunoscute.